# Pehardovac
 Pehardovac  falu Horvátországban Zágráb megyében. Közigazgatásilag Dubravához tartozik.

## Fekvése
Zágrábtól 43 km-re keletre, községközpontjától 5 km-re délre, a megye keleti határán fekszik.

## Története
A falu csak 1921-óta számít önálló településnek. 2001-ben mindössze 16  lakosa volt.

## Lakosság
| Lakosság változása | Lakosság változása | Lakosság változása | Lakosság változása | Lakosság változása | Lakosság változása | Lakosság változása | Lakosság változása | Lakosság változása | Lakosság változása | Lakosság változása | Lakosság változása | Lakosság változása | Lakosság változása | Lakosság változása |  |
| ------------------ | ------------------ | ------------------ | ------------------ | ------------------ | ------------------ | ------------------ | ------------------ | ------------------ | ------------------ | ------------------ | ------------------ | ------------------ | ------------------ | ------------------ |  |
| 1857               | 1869               | 1880               | 1890               | 1900               | 1910               | 1921               | 1931               | 1948               | 1953               | 1961               | 1971               | 1981               | 1991               | 2001               |  |
| 0                  | 0                  | 0                  | 0                  | 0                  | 0                  | 60                 | 128                | 161                | 164                | 135                | 61                 | 57                 | 45                 | 16                 |  |

## Külső hivatkozások
Dubrava község hivatalos oldala